# Annie Campbell
Annie Campbell es un personaje ficticio de la exitosa serie de televisión australiana Home and Away, interpretada por la actriz Charlotte Best del 2007 al 2009 y brevemente en el 2010.

## Biografía
Después de la muerte de sus padre en un accidente, Annie y su hermano mayor Geoff crecieron en la granja bajo el cuidado de su estricto abuelo Bruce.
Apareció por primera vez cuando junto a Geoff encontraron a Martha MacKenzie - Holden, luego que esta se quedara en medio de la nada y fuera a parar a su establo, Geoff llevó a Martha de regreso a la ciudad y como agradecimiento esta los invitó a unos batidos en el Diner, por lo que Annie quedó muy feliz. En el lugar conocieron a Sally Fletcher y Alf Stewart quienes les preguntaron acerca de a qué escuela asistían, por lo que Annie respondió que no asistían a ninguna. 
Preocupada por la educación de Annie y su hermano Sally decidió ir a visitar a Bruce, pero antes de que pudieran hablar, Annie tuvo que ser llevada al hospital luego de que esta se hiriera con un pedazo de alambre de púas y tuvo que ser llevada en el hospital, mientras estaban ahí Sally le preguntó a Bruce en dónde estudiaba Annie y este respondió que ambos estudiaban en casa donde "recibían" una buena educación por medio del trabajo duro y la Biblia. Sin embargo más tarde cuando Annie se encontró con Sally en la playa le dijo que no era verdad lo que su abuelo le había dicho. 
En el testamento de sus padres decía que dejaban dinero para su educación, pero Bruce les ocultó esto, después de que Geoff se enterara de los deseos de su padre se vio obligado a aceptar que él y Annie asistiera a la escuela y ambos se inscribieron en Summer Bay High. Sin embargo al no haber recibido ninguna educación anteriormente se le hizo muy difícil aprender a leer y escribir, poco después Lucas Holden se convirtió en su tutor y comenzó a ayudarla, pero Geoff no estaba de acuerdo con esto ya que creía que Lucas era una mala persona y le dijo que se alejara de ella. 
Con Annie pasando más tiempo en la escuela, dejó de hacer sus labores en la granja, lo que ocasionó la molestia de su abuelo. Incapaz de hacer las tareas de la escuela y de la granja al mismo tiempo, Annie recurrió de nuevo a Lucas, al inicio se negó pero luego accedió a ayudarla. Después de que Lucas saliera por un momento de la casa y Annie terminar la tarea, cansada se acostó en la cama de Lucas. Preocupados por ella Geoff y Bruce fueron a buscarla, poco después Bruce la encontró en la cama de Lucas indignado la saco de la casa.
Cuando Belle Taylor descubrió que Annie estaba enamorada de Lucas le dijo que ella había sido la primera mujer con la que Lucas se había acostado, lo que dejó a Annie horrorizada. Después de la revelación de Belle, Annie se reunió con Lucas en la playa para hablar y le dijo que se sentía decepcionada ya que se había creado una imagen perfecta de él, sin embargo a lo lejos un molesto Bruce los observaba. 
De regreso a la granja, Geoff y Annie se sorprendieron al ver que Bruce había sellado las ventanas de sus habitaciones, furioso por haberla visto con Lucas en la playa la acusó falsamente de haber llevado pornografía a la casa, la obligó a orar para que sea perdonada y luego la encerró en su cuarto. Semanas después del incidente Annie todavía tenía problemas con las tareas de la escuela, así que Don Fisher le dijo que tomara clases de lectura para recuperarse. Al llegar a la escuela se dio cuenta de que no había llevado su tarea, así que regresó a la casa donde encontró a su hermano tratando de abrir una gaveta, la cual Bruce les había dicho que no tocaran, al tratar de cerrar la puerta Annie rompió una caja de porcelana y le pidió a Lucas que comprara otra ya que tenía más miedo del castigo que le pudiera poner su abuelo que el de la escuela. 
Poco después Annie se sorprendió al encontrar a varias ovejas muertas en uno de los cobertizos de la granja, en la escuela y sin ganas de soportar a Aden Jefferies, quien se burlaba de su "extraña familia" Annie lo atacó por lo que fue castigada. Poco después Geoff y Annie encontraron a su abuelo inconsciente en la granja, y lo llevaron al hospital donde les informaron que había sufrido un ataque al corazón, aunque Bruce trato de restarle importancia a su enfermedad Annie y Geoff estaban preocupados. 
Annie comenzó a sospechar que Geoff le estaba escondiendo algo, así que fue a su cuarto y revisó sus cosas donde encontró veneno para conejos. Cuando los resultados toxicológicos mostraron que las ovejas habían sido envenenadas por un veneno usado comúnmente en conejos Annie se molestó con su hermano, quien reveló que había encontrado el testamento de sus padres y que todo lo que Bruce les había dicho acerca del dinero para sus estudios era falso.
Poco después Annie se armó de valor y confrontó a su abuelo, incluso le dijo que si moría en el proceso el trabajo en la granja sería inútil, esto ocasionó la furia de Bruce y la encerró de nuevo en su cuarto. Cuando Lucas fue a rescatarla Bruce sacó su arma y pronto encerró a Lucas con ella, luego de ser rescatados por Geoff, Annie y su hermano se mudaron con el padre de Lucas, Tony Holden.
Desesperada por tener una imagen femenina, Annie recurrió a Irene Roberts, poco después comenzó a sentirse mal y le dijo a Irene quien tenía sus dudas, pero cuando la encontró llorando en casa de Tony y le preguntó que le pasaba, Annie le dijo que creía que estaba muriendo porque estaba sangrando, así que Irene se las manejó para explicarle que eso era normal en las mujeres. Pero Annie no le creyó ya que su abuelo nunca le había hablado sobre eso y se fue y no pasó mucho para que la encontraran ya que se encontraba robando una tienda en la esquina, así que Irene pensando que sería muy bueno que Annie tuviera una figura femenina en su vida le dijo que se mudara con ella y Belle a la casa de la playa. 
Durante una excursión Annie y Rory fueron al baño pero cuando regresaron se dieron cuenta de que el autobús los había dejado, sin embargo fueron encontrados por Henk Van Minnen y Cassie Turner quienes los llevaron de vuelta. Cuando Annie decidió que quería hacer las paces con su abuelo buscó la ayuda del Reverendo John Hall, este lo visitó lo encontró en mal estado y lo llevó al hospital. Annie triste al verlo tan enfermo decidió mudarse de nuevo a la granja para ayudarlo y comenzó a llevarse bien con Michael (alias Jonah). 
Su enamoramiento por Lucas continuó creciendo, pero cuando Annie trató de besarlo este la rechazó, devastada Annie huyó de la granja pero luego fue encontrada por Michael quien la llevó al hospital donde se reconcilió con su abuelo, quien dejó que ella y su hermano regresaran a la granja.
Poco después Geoff se ganó una beca de fútbol y dejó la bahía, pero regresó cuando se enteró de que el Reverendo Hall era el atacante del hospital y que tenía un tumor cerebral, cuando el reverendo escapó de la custodia de la policía, Annie fue a buscarlo, pero casi muere cuando Hall llevó el coche hasta un acantilado con el fin de "salvar su inocencia", sin embargo fue rescatada por Geoff y Roman Harris y el reverendo fue llevado al hospital para su operación pero más tarde murió. Después de lo ocurrido Annie perdió su fe y comenzó a beber, cuando Aden la encontró todos creyeron que era su culpa y Annie no hizo nada para negarlo, todo empeoró cuando Sally fue apuñaleada por Johnny Cooper, después de recuperarse y hablar con ella, Sally logró hacer que recuperara su fe y al fin Annie dijo la verdad acerca de Aden. Poco después se alegró cuando Geoff aceptó salir con su amiga Melody, pero cuando Melody le confió que había sido atacada por Axel, Annie se lo contó a Geoff, Belle y Aden.
Annie se hizo amiga de Jai Fernandez, después de ver como Axel había muerto en un accidente, Jai trató de saltar de un acantilado, cuando le contó a Annie que pensaba que era invencible esta decidió enseñarle cómo subirse a un techo, sin embargo Annie terminó lastimada y la llevaron al hospital en dónde se besaron, pero fueron descubiertos por Irene y Miles Coopeland quienes les prohibieron verse, así que comenzaron a hablarse a través de Ruby Buckton. Sin embargo la relación comenzó a tener problemas cuando Annie pensó que Jai quería tener relaciones con ella. Poco después Annie casi muere cuando quedó atrapada con la tormenta subiendo pero fue rescatada por la oficial Charlie Buckton.
Cuando Martha les dijo a Geoff y Annie que había comprado la antigua granja de su abuelo Geoff se emocionó pero Annie no tomó muy bien las noticias, pero luego lo aceptó. Pronto su ánimo mejoró con la llegada de "Scruffy" y ayudó a que Irene y a Lou a que regresaran y se fueran de vacaciones en el bote de Lou, sin embargo con la ausencia de Irene, Annie descubrió que Belle era adicta a las drogas y se lo dijo a Geoff quien se lo dijo a todos. Annie trató de perdonarla pero cuando Aden la abandonó Annie se quedó a cuidarla, sin embargo después de que se desmayara y fuera admitida en rehabilitación, Alf logró que Pippa cuidara de Geoff y Annie; poco después Belle mejoró sin embargo murió de cáncer después de haberse casado con Aden.
Después de terminar con Jai y decirle que no quería estar con nadie, Jai la descubrió besándose con Dexter Walker.
Annie comenzó a salir con Romeo Smith y poco después se fue de viaje para un intercambio a Japón con Jai. Annie regresó en el 2010 a Bay. A su regreso retomó su romance con Romeo pero poco después de que ambos participaran en la obra de Romeo & Julieta, Annie le reveló a Romeo que se iría de Bay otra vez. Annie dejó Bay para regresar a Japón.